# USS 렉싱턴 (CV-16)
USS 렉싱턴 (CV/CVA/CVS/CVT/AVT-16)은 제2차 세계 대전 중 미국 해군을 위해 건조된 에식스급 항공모함이다. 원래 캐벗(Cabot)으로 명명될 예정이었던 이 새로운 항공모함은 건설 도중 최근 침몰한 USS Lexington (CV-2)를 기념하기 위해 재명명되어 렉싱턴 전투를 기리기 위해 이 이름을 가진 6번째 미 해군 함정이 되었다.
렉싱턴은 1943년 2월에 취역하여 태평양 전쟁을 통해 광범위한 임무를 수행했다. 그녀는 서비스 기간 대부분 마크 밋처 제독의 기함으로 활동했으며, 태평양 전역에서 고속항공모함 기동부대를 이끌었다. 그녀는 11개의 전투성장과 대통령 부대 표창을 받았다. 전쟁 후 렉싱턴은 퇴역했지만, 1950년대 초에 현대화되어 재활성화되었고, 공격 항모 (CVA)로 재분류되었다. 나중에 그녀는 대잠 항모 (CVS)로 재분류되었다. 그녀의 두 번째 경력에서 그녀는 대서양/지중해와 태평양 모두에서 작전했지만, 대부분의 시간, 거의 30년을 플로리다주 펜서콜라에서 훈련 항모 (CVT)로 보냈다.
렉싱턴은 1991년에 퇴역했으며, 다른 에식스급 함정들보다 더 긴 현역 서비스 기간을 가졌다. 퇴역 후 그녀는 텍사스주 코퍼스크리스티에 있는 박물관 배로 사용하기 위해 기증되었다. 2003년에 렉싱턴은 미국 국립역사기념물로 지정되었다. 비록 그녀의 살아남은 자매함인 요크타운, 인터피드, 그리고 호넷는 더 낮은 선체 번호를 가지고 있지만, 렉싱턴은 더 일찍 기공되고 취역하여 렉싱턴이 세계에서 가장 오래된 현역 항공모함이 되었다.

## 복무

### 제2차 세계 대전

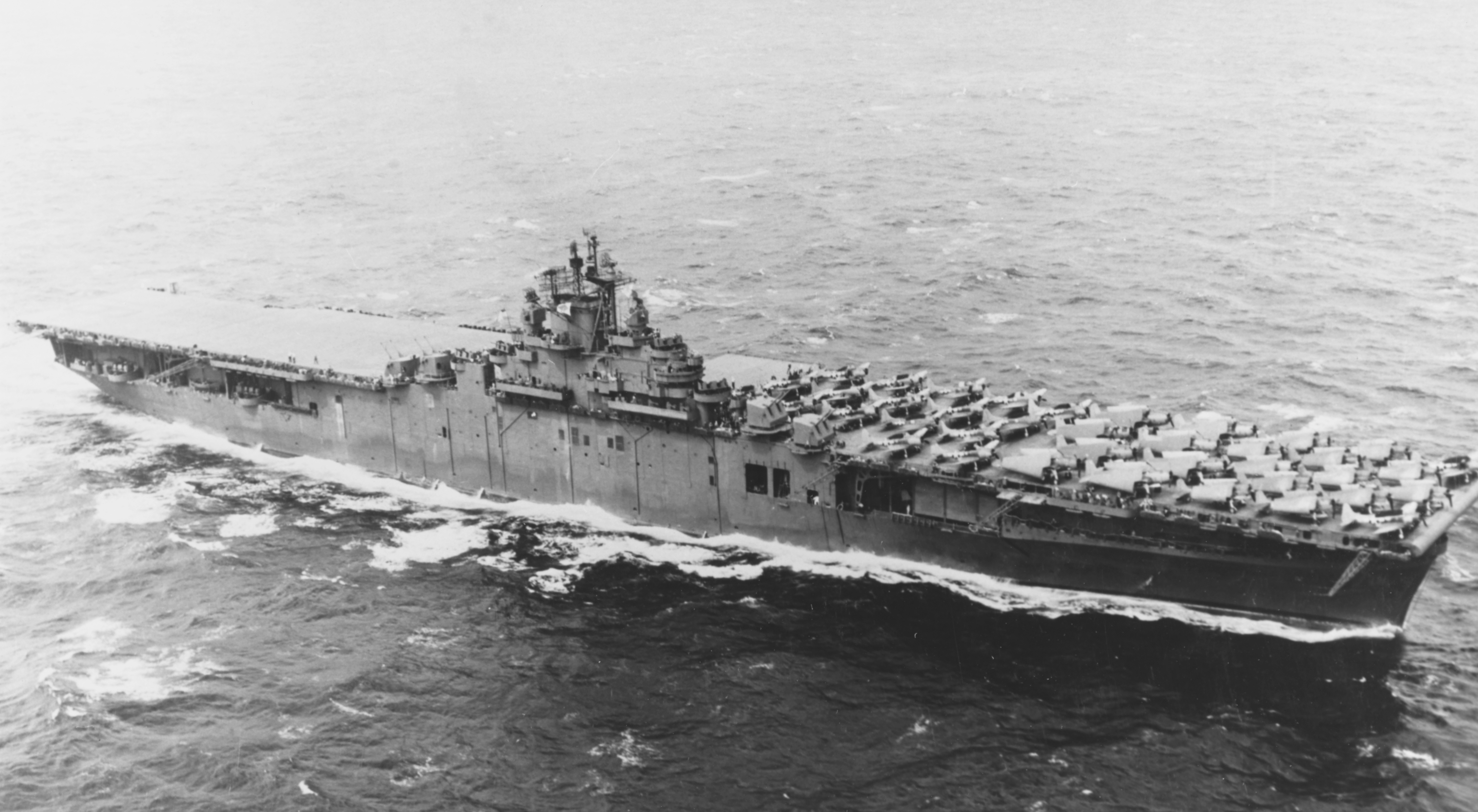
1943년 11월 렉싱턴의 원래 구성 모습

이 함정은 1941년 7월 15일 매사추세츠주 퀸시의 포어리버 조선소에서 캐벗으로 기공되었다. 1942년 5월, 20년 전에 같은 조선소에서 건조된 USS Lexington (CV-2)는 산호해 해전에서 침몰했다. 6월에 조선소 직원들은 해군 장관 프랭크 녹스에게 현재 그곳에서 건조 중인 항공모함의 이름을 렉싱턴으로 변경해 달라고 요청했다. 녹스는 이 제안에 동의했고, 캐벗은 1942년 6월 16일 렉싱턴으로 재명명되었으며, 이는 독립 전쟁 렉싱턴 전투의 이름을 딴 다섯 번째 미 해군 함정이었다. 그녀는 1942년 9월 23일 시어도어 더글러스 로빈슨 부인의 후원으로 진수되었다. 렉싱턴은 1943년 2월 17일 펠릭스 스텀프 함장의 지휘하에 취역했다. 카리브 제도에서 시운전을 마친 후 렉싱턴은 파나마 운하를 통해 태평양 함대에 합류하기 위해 항해했다.
항모의 첫 사상자 중 한 명은 1939년 하이스먼 트로피 수상자 나일 키닉이었다. 1943년 함선의 첫 항해 (카리브 해로) 중 키닉과 다른 해군 비행사들은 그녀의 갑판에서 훈련 비행을 하고 있었다. 키닉이 조종하던 그러먼 F4F 와일드캣은 공중에서 심각한 오일 누출이 발생하여 렉싱턴으로 돌아갈 수 없었고, 함선에서 4마일 떨어진 바다에 추락했다. 키닉도 그의 비행기도 회수되지 않았다.

렉싱턴은 1943년 8월 9일 진주만에 도착하여 9월 말 타라와 공군 기지에 대한 공습에 참가했고, 이어서 10월에는 웨이크섬에 대한 공습을 감행한 후 진주만으로 돌아와 길버트 제도 작전을 준비했다. 11월 19일부터 24일까지 그녀는 마셜 제도에서 수색 및 출격 작전을 수행하며 길버트 제도 상륙을 엄호했다. 11월 23일과 24일, 그녀의 조종사들은 29대의 적기를 격추했다.

#### 콰잘레인 공습

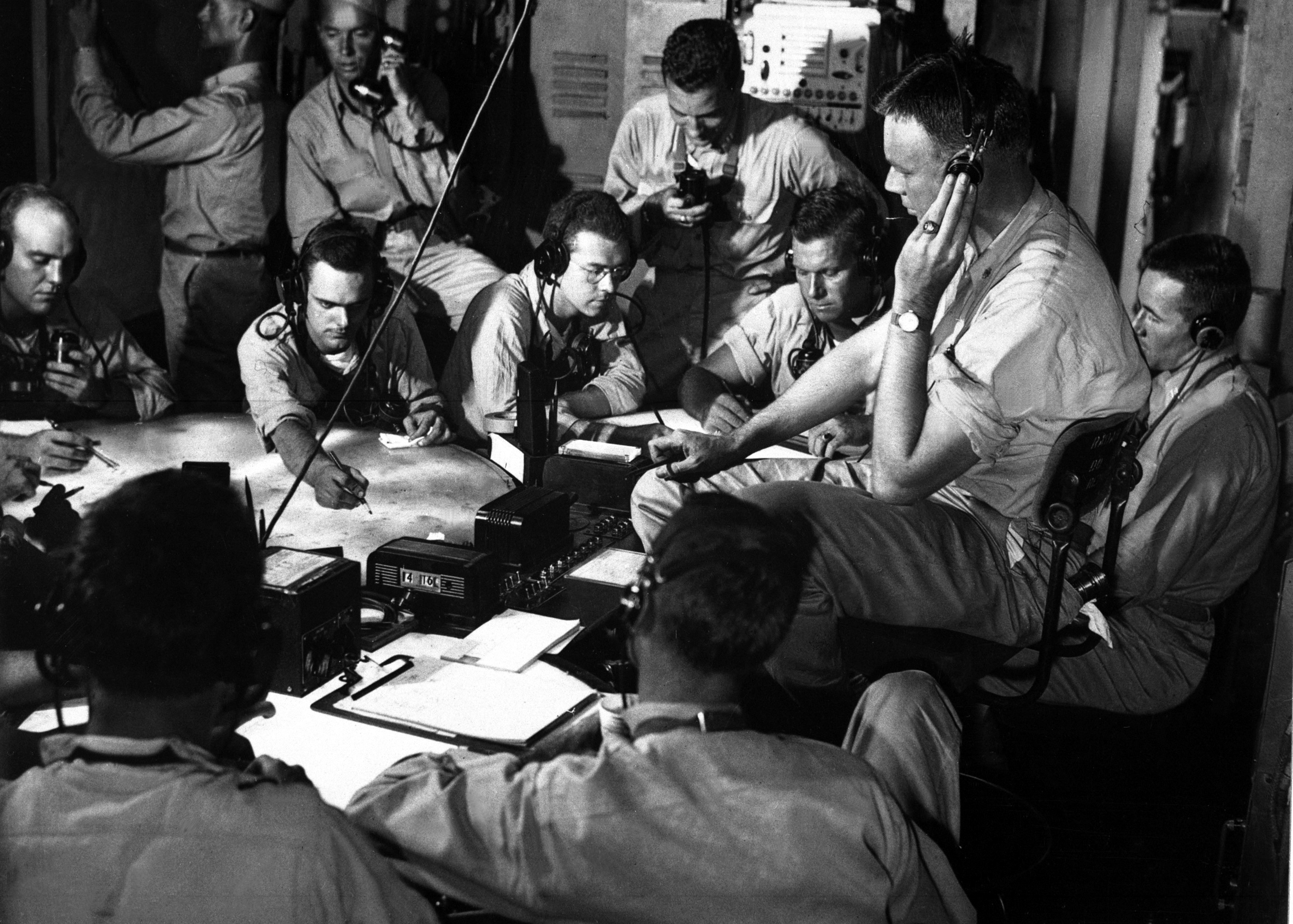
1943년 12월, 길버트 및 마셜 제도 공격 중 항해하는 렉싱턴 함의 해도실

렉싱턴은 12월 4일 콰잘레인 공습을 위해 출항했다. 오전 공습으로 일본 화물선 켐부마루(Kembu Maru)를 파괴하고 순양함 2척을 손상시켰으며 적기 30대를 격추했다. 항공모함은 정오에 531 고쿠타이(531st Kōkūtai) 소속 텐잔 어뢰 폭격기 6대의 공격을 받았고, 2대는 대공포에 의해 격추되었지만, 당시 지휘관이던 찰스 파우널 제독이 야간 사격이 위치를 노출시킬 것이라고 믿었기 때문에 기동부대는 야간 사격 금지 명령을 받았다. 그는 나중에 교체되었다.
그날 밤 19시 20분, 기동부대가 콰잘레인 해상에서 항해 중이던 중 대규모 공습이 시작되었다. 23시 22분, 일본군 항공기의 낙하산 조명탄이 항공모함을 실루엣으로 만들었고, 10분 후 그녀는 우현에 어뢰를 맞아 조타 장치가 고장났다. 9명이 사망했는데, 2명은 함미에서, 7명은 최고 부사관 식당에서 사망했다. 최고 부사관 식당은 총원 배치 시 수리반 기지였다. 손상된 수리반의 4명은 소파에 앉아 있었기 때문에 폭발 충격을 흡수하여 살아남았다. 함미가 5피트 가라앉자 항공모함은 후방의 파열된 탱크에서 짙은 연기가 뿜어져 나오면서 좌현으로 선회하기 시작했다. 방수 무결성을 유지하기 위해 손상 제어반은 손상된 격실을 밀봉하고 필요에 따라 무거운 강판을 용접하라는 명령을 받았다. 비상 수동 조타 장치가 신속하게 고안되었고, 렉싱턴은 응급 수리를 위해 진주만으로 향했으며 12월 9일에 도착했다. 그녀는 12월 22일 브레머튼 (워싱턴주)에 도착하여 완전한 수리를 받았고, 1944년 2월 20일에 완료되었다. 야간 사격 개시에 대한 판단 오류는 이후 다시는 반복되지 않았으며, 이후 함포 승무원들은 함선이 공격을 받을 때마다 사격 명령을 받았다. 이 공격 이후, 일본의 도쿄 로즈는 함선이 침몰했다고 보도했으며, 이는 여러 주장 중 첫 번째였다.

#### 필리핀해 해전
렉싱턴은 마주로로 돌아와 3월 8일 새로 편성된 제58기동함대 (TF 58)의 지휘를 맡은 밋처 소장과 합류했다. 밋처는 렉싱턴을 그의 기함으로 삼았고, 밀레에 대한 준비 공격을 마친 후 고속 항공모함 기동 부대는 중부 태평양의 일본군 거점에 대한 일련의 작전을 시작했다. 그녀는 4월 13일 홀란디아 (현재 자야푸라로 알려짐)에서의 육군 상륙을 지원했으며, 4월 28일에는 트루크의 요새를 공격했다. 일본군의 강력한 반격에도 렉싱턴은 피해를 입지 않았고, 그녀의 비행기들은 17대의 적기를 격추했지만, 두 번째로 일본의 선전은 그녀가 침몰했다고 발표했다.
6월 11일 사이판에 대한 기습 전투기 공격은 섬 상공의 모든 공중 저항을 거의 제거했으며, 그 후 5일 동안 공중에서 섬을 맹공격했다. 6월 16일, 렉싱턴은 괌에 주둔한 일본 어뢰 폭격기들의 맹렬한 공격을 막아냈고, 다시 한번 피해 없이 살아남았지만, 선전 방송에 의해 세 번째로 '침몰'되었다. 일본군의 마리아나 작전 반격으로 6월 19-20일 필리핀해 해전이 발발하자, 렉싱턴은 나중에 "마리아나 칠면조 사냥"이라고 불린 TF 58의 대승리에 주요 역할을 했다. 첫날 300대 이상의 적기가 파괴되고, 둘째 날 항공모함, 유조선, 구축함이 침몰하면서, 미국 조종사들은 일본 해군 항공대를 거의 전멸시켰다; 비행기와 함께 일본이 해상 공중전을 계속할 수 없게 된 훈련되고 경험 많은 조종사들도 사라졌다.
울리시를 기지로 사용하여 렉싱턴은 8월까지 괌 상공과 팔라우 및 보닌에 대한 출격 작전을 수행했다. 그녀는 9월 7일 캐롤라인 제도에 도착하여 야프와 울리시에 대한 3일간의 공격을 감행했으며, 그 후 민다나오, 비사야 제도, 마닐라 지역, 그리고 루손섬 서해안을 따라 운항하는 선박에 대한 공격을 시작하여 다가오는 레이테 공격을 준비했다. 그녀의 기동 부대는 10월 10일 오키나와를 폭격하고 이틀 후 포르모사를 폭격하여 필리핀 전역에 대한 반격이 시작될 수 있는 기지들을 파괴했다. 그녀는 포르모사 공격 후 벌어진 공중전에서도 다시 한번 무사했다.

#### 레이테만 전투
이제 레이테 상륙을 엄호하는 렉싱턴의 항공기는 일본에 대한 미국의 결정적인 해군 승리인 레이테만 전투에서 중요한 역할을 했다. 항공모함은 교전 중 계속적인 적의 공격을 받았지만, 주요 전투에서는 손상되지 않았다. 대신 그녀의 항공기는 시부얀 해 전투에 참전하여 일본의 "초대형 전함"인 Musashi를 침몰시키는 데 일조했으며 (세계에서 가장 크고 강력한 두 전함 중 하나, 자매함인 야마토와 함께), 10월 24일에는 순양함 3척에 명중탄을 날렸고, 이 중에는 중순양함 묘코를 불능으로 만든 어뢰 명중탄이 포함되어 그녀와 함께 두 척의 구축함이 전투에서 이탈하게 만들었다.
다음 날 렉싱턴의 항공기는 일본 항공모함을 상대로 엔가노곶 해전에 참전했다. Essex의 항공기와 함께 경항공모함 Chitose를 침몰시켰고, Franklin의 항공기와 협력하여 경항공모함 Chiyoda를 불능으로 만들었다 (이후 New Orleans, Wichita, Santa Fe, Mobile로 구성된 미 순양함 기동부대에 의해 마무리되었다). 한편, 그녀의 항공기 단독으로 정규 항공모함 Zuikaku를 침몰시켰다. 1942년 5월 8일 산호해 해전에서 즈이카쿠의 비행단은 렉싱턴 (CV-2) 침몰의 주된 원인이 된 두 발의 어뢰 명중탄을 날렸고, 이로써 렉싱턴은 전임자의 복수를 했다. 그날 늦게, Intrepid의 항공기와 함께 렉싱턴의 항공기는 경항공모함 Zuihō를 침몰시켰다.
후퇴하는 일본군이 추격당하는 동안, 그녀의 항공기는 11월 5일 루손 앞바다에서 중순양함 Nachi를 어뢰 4발로 침몰시켰다. 그날 늦게, 렉싱턴은 가미카제에 노출되었는데, 불타는 일본 항공기가 그녀의 함교 근처에 추락하여 함교 구조물의 대부분을 파괴하고 사방에 불을 뿜었다. 20분 이내에 주요 화재는 진압되었고, 그녀는 정상적인 비행 작전을 계속할 수 있었으며, Ticonderoga를 향해 돌진하는 가미카제도 격추했다. 11월 9일, 렉싱턴은 울리시에 도착하여 전투 피해를 수리하는 동안 도쿄가 다시 그녀의 침몰을 주장한다는 소식을 들었다. 렉싱턴은 이 공격으로 50명이 사망하고 132명이 부상당했다.
12월 11일 태스크 그룹 58.2 (TG 58.2)의 기함으로 선택된 그녀는 1945년 1월 첫 9일 동안 루손과 포르모사의 비행장을 공격했으며, 적의 저항은 거의 없었다. 그 후 기동 부대는 남중국해에 진입하여 적의 선박과 항공 시설을 공격했다. 사이판, 당시 인도차이나의 깜라인만, 홍콩, 페스카도레스, 그리고 포르모사를 향해 공격이 감행되었다. 1월 12일 깜라인만에서 기동 부대 항공기들은 한 호송대에서 상선 4척과 호위함 4척을 침몰시켰고, 다른 호송대에서는 최소 12척을 파괴했다. 1월 20일 남중국해를 떠난 렉싱턴은 북쪽으로 항해하여 1월 21일 포르모사를 다시 공격하고 1월 22일 오키나와를 다시 공격했다. 울리시에서 보급을 마친 후, TG 58.2는 2월 10일 항해하여 1945년 2월 16일 도쿄 근처 비행장을 공격했으며, 2월 17일에는 2월 19일 이오지마 상륙에 대한 저항을 최소화하기 위해 공격했다. 렉싱턴은 2월 19일부터 22일까지 공격 부대를 근접 지원한 후, 일본 본토와 난세이 제도에 대한 추가 공격을 위해 항해한 후 푸겟 사운드에서 오버홀을 위해 향했다.

#### 스프라그 소장의 기동부대
렉싱턴은 5월 22일 다시 전투를 위해 알라메다와 진주만을 경유하여 레이테의 산 페드로 만으로 항해했고, 그곳에서 토머스 L. 스프라그 소장의 기동부대에 합류하여 7월부터 8월 15일까지 일본 본토를 강타한 마지막 공습을 수행했다. 일본의 항복 소식을 접한 마지막 공격은 폭탄을 투하하고 렉싱턴으로 돌아오라는 명령을 받았다. 이 기간 동안 그녀는 혼슈와 홋카이도의 비행장, 요코스카 해군 시설과 구레 해군 기지에 대한 공격을 개시하여 일본 함대의 잔존 병력을 파괴했다. 구레에서의 작전 중 렉싱턴에서 출격한 VBF94 소속 F4U-1D 콜세어는 하이브리드 전함/항공모함인 이세를 침몰시켰다. 강력한 적의 포화를 뚫고 비행한 레스터 월 주니어 소령은 1000파운드 폭탄을 그녀의 굴뚝에 떨어뜨려 보일러를 폭발시키고 용골을 부러뜨렸으며, 이는 4년 전 진주만에서 USS 애리조나가 파괴된 것과 맞먹는 대화재를 일으켰다. 월 소령과 그의 비행대 소속 여러 명은 이 작전으로 해군 십자 훈장을 받았다. 그녀는 또한 도쿄 지역의 산업 목표물에 대한 폭격 공격도 수행했다.
적대 행위가 끝난 후에도 그녀의 항공기는 일본 상공을 계속 순찰했다. 앞서 언급된 월 소령은 일본군에 의해 버려진 혼슈의 포로 수용소를 처음 발견하고 보급품을 투하하는 임무를 수행했다. 그는 이 임무로 나중에 공군 십자 훈장을 받았다. 12월에 그녀는 마법 양탄자 작전으로 알려진 작전에서 군인들을 본국으로 수송하는 데 사용되었으며, 12월 16일 샌프란시스코에 도착했다.

### 전후

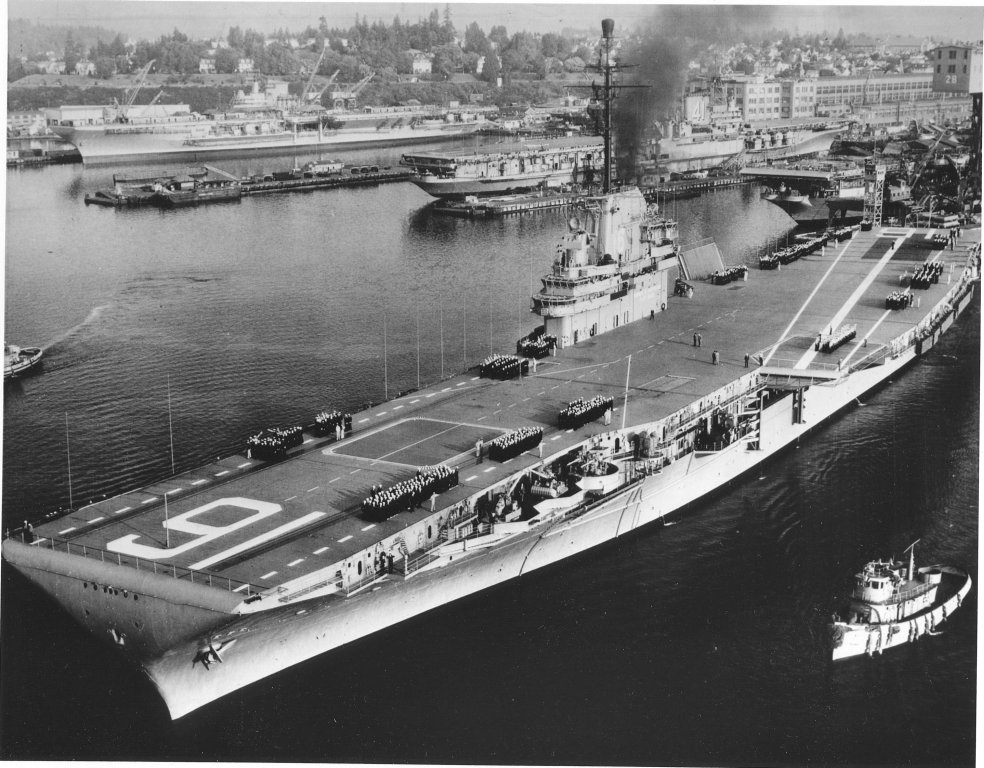
렉싱턴이 1955년 SCB-27/SCB-125 대규모 개조 후 시험 항해를 위해 푸겟 사운드를 떠나는 모습

렉싱턴은 1947년 4월 23일 브레머튼에서 퇴역하여 국가방위예비함대에 편입되었다. 예비 상태에 있는 동안 그녀는 1952년 10월 1일 공격 항공모함 CVA-16으로 지정되었다. 1953년 9월 렉싱턴은 푸겟 사운드 해군 조선소에 입거했다. 그녀는 에식스급 SCB-27C 및 SCB-125 개조를 한 번의 개장으로 받았고, 그 후 최신 제트기를 운용할 수 있게 되었다. 가장 눈에 띄는 특징은 경사 비행 갑판, 증기 캐터펄트, 새로운 함교, 그리고 허리케인 함수였다. 렉싱턴은 1955년 8월 15일 A. S. 헤이워드 주니어 함장의 지휘 아래 재취역했다. 샌디에고를 본거지로 배정받은 그녀는 1956년 5월까지 캘리포니아 연안에서 작전했으며, 그 후 제7함대와 6개월간의 배치를 위해 항해했다. 그녀는 요코스카를 기지로 하여 중국 연안에서 훈련, 기동, 수색 및 구조 임무를 수행했으며, 12월 20일 샌디에고로 돌아올 때까지 주요 극동 항구에 기항했다. 그녀는 다음으로 제7함대 배치에서 함께 배치될 항공단 12를 훈련시켰다. 1957년 6월 1일 요코스카에 도착한 렉싱턴은 캐리어 디비전 1 사령관 H. D. 라일리 소장을 승선시켰고, 10월 17일 샌디에고로 돌아올 때까지 그의 기함으로 항해했다.
브레머튼에서의 오버홀 후, 그녀의 재훈련은 진먼 포격전으로 중단되었다. 1958년 7월 14일, 그녀는 샌프란시스코에서 항공단 21을 승선시키고 타이완 해역의 제7함대를 증원하기 위해 항해하라는 명령을 받았으며, 8월 7일 작전 지역에 도착하여 12월 19일 샌디에고로 돌아왔다. 이제 그녀의 비행기들이 AGM-12 불펍 유도 미사일로 무장한 첫 항공모함이 된 렉싱턴은 1959년 4월 26일 제7함대와의 또 다른 임무를 위해 샌프란시스코를 떠났다. 그녀는 8월 말과 9월의 라오스 위기 동안 대기 경계 태세를 유지했다. 이어서 그녀는 영국 해군과 훈련을 실시한 후 12월 2일 샌디에고로 돌아왔다. 1960년 초, 그녀는 푸겟 사운드 해군 조선소에서 오버홀을 받았다.
렉싱턴의 다음 극동 순환 근무는 1960년 후반에 시작되었고, 라오스의 긴장이 재차 고조되면서 1961년까지 연장되었다. 서해안 작전으로 돌아온 그녀는 1962년 1월 USS 엔티텀 (CV-36)을 대신하여 멕시코만의 항공 훈련 항공모함이 되라는 명령을 받았으며, 1962년 10월 1일 CVS-16으로 재지정되었다. 그러나 쿠바 미사일 위기 동안 그녀는 공격 항공모함으로서의 임무를 재개했으며, 1962년 12월 29일 펜서콜라에서 엔티텀을 대체하지 않았다.
1969년까지 렉싱턴은 본항인 펜서콜라와 코퍼스크리스티에서 작전하며 학생 비행사들을 자격 부여하고 현역 및 예비 해군 비행사들의 높은 훈련 상태를 유지했다. 그녀의 임무는 해군 항공이 주요 역할을 했던 베트남에서 해군 및 해병대 작전에 필수적인 인력들을 준비시키면서 더욱 중요해졌다. 렉싱턴은 1967년 10월 17일에 20만 번째 착륙을 기록했고, 1969년 1월 1일 CVT-16으로 재지정되었으며, 1978년 7월 1일 다시 AVT-16으로 재지정되었다. 그녀는 다음 22년 동안 USS 포레스탈 (CV-59)에 의해 대체될 때까지 훈련 항공모함으로 계속 활동했으며, 1991년 11월 8일 퇴역하여 해군에서 퇴출되었다.
1980년 8월 18일, 렉싱턴은 미국 해군 역사상 최초로 여성이 승무원으로 승선한 항공모함이 되었다. 1989년 10월 29일, 한 학생 해군 비행사가 렉싱턴의 비행 갑판에 착륙을 시도하다 중단한 후 그의 T-2 훈련기의 통제력을 잃었다. 항공기는 뒤집혀 함교를 왼쪽 날개로 들이받아 4명의 승무원 (사출 과정을 시작했던 조종사 포함)과 1명의 민간인 정비공이 사망하고 17명이 부상당했다. 함교는 큰 피해를 입지 않았고, 타오르는 연료로 인한 화재는 15분 이내에 진압되었다. 렉싱턴은 1976년 USS Oriskany가 퇴역한 후 마지막으로 현역에 있었던 에식스급 항공모함이었다.

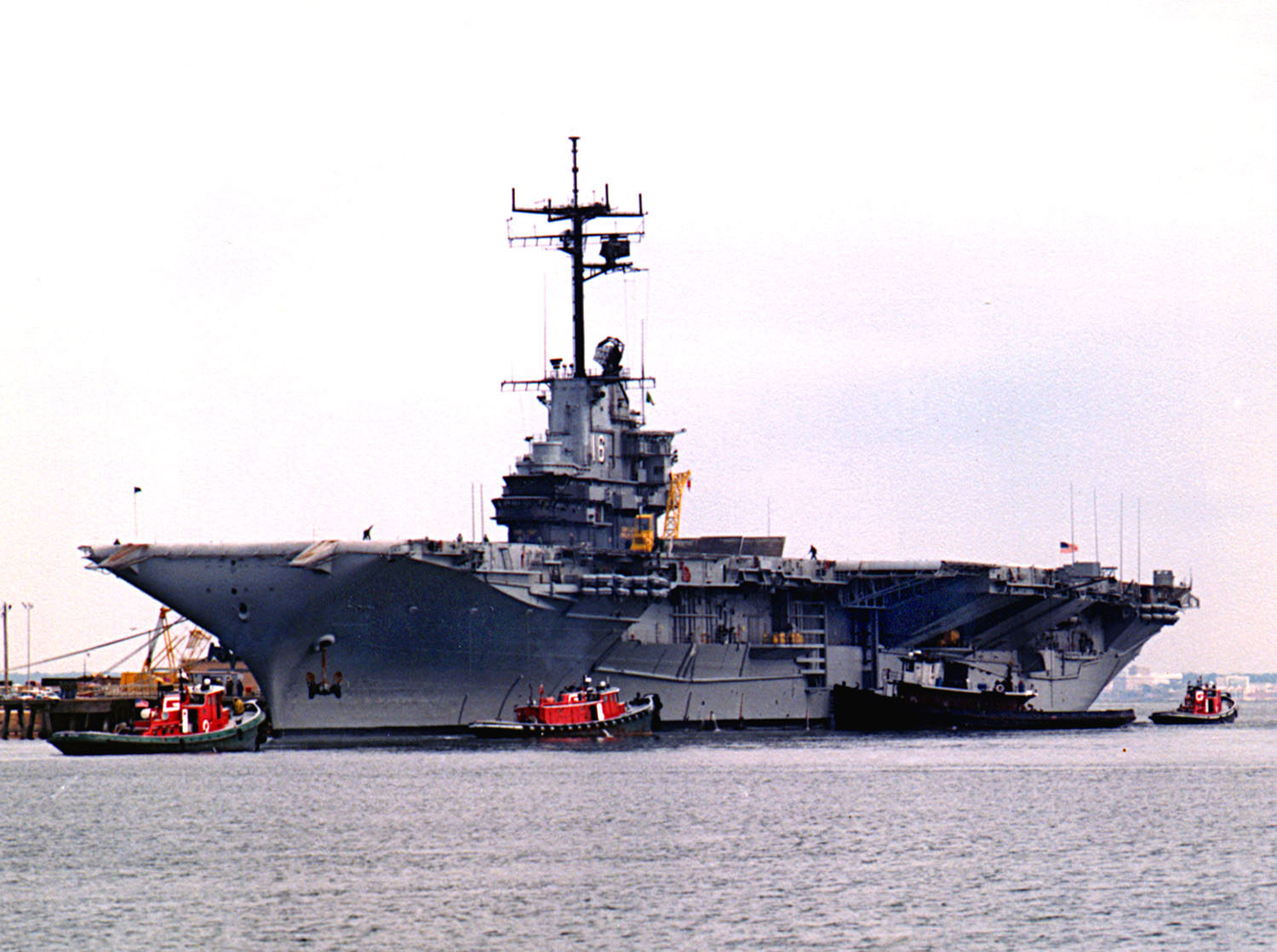
1987년 펜서콜라에서 출항하는 렉싱턴
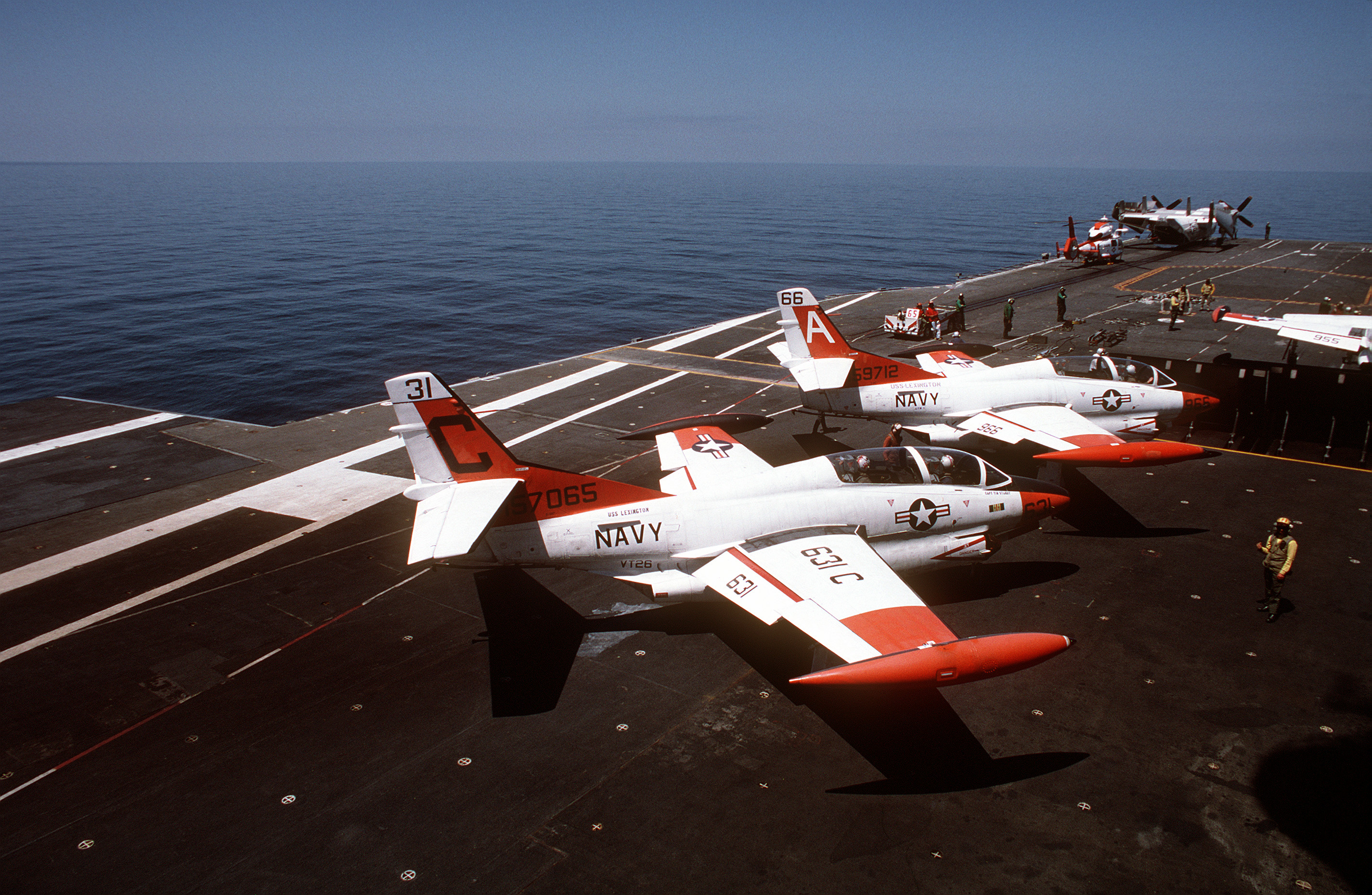
1989년 렉싱턴에서 캐터펄트 발사를 기다리는 T-2기 두 대
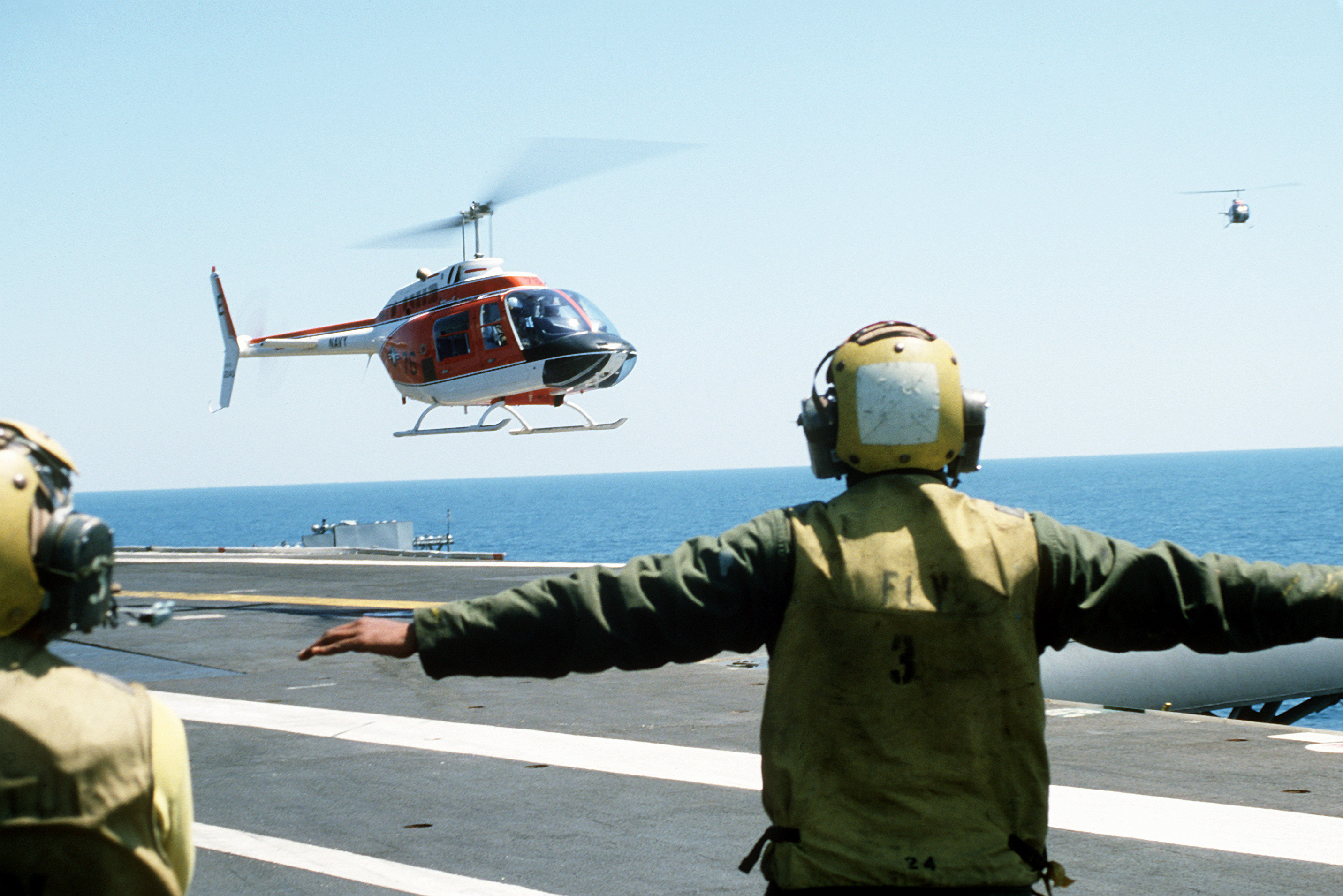
1985년 렉싱턴에 착륙하는 HT-8의 TH-57기
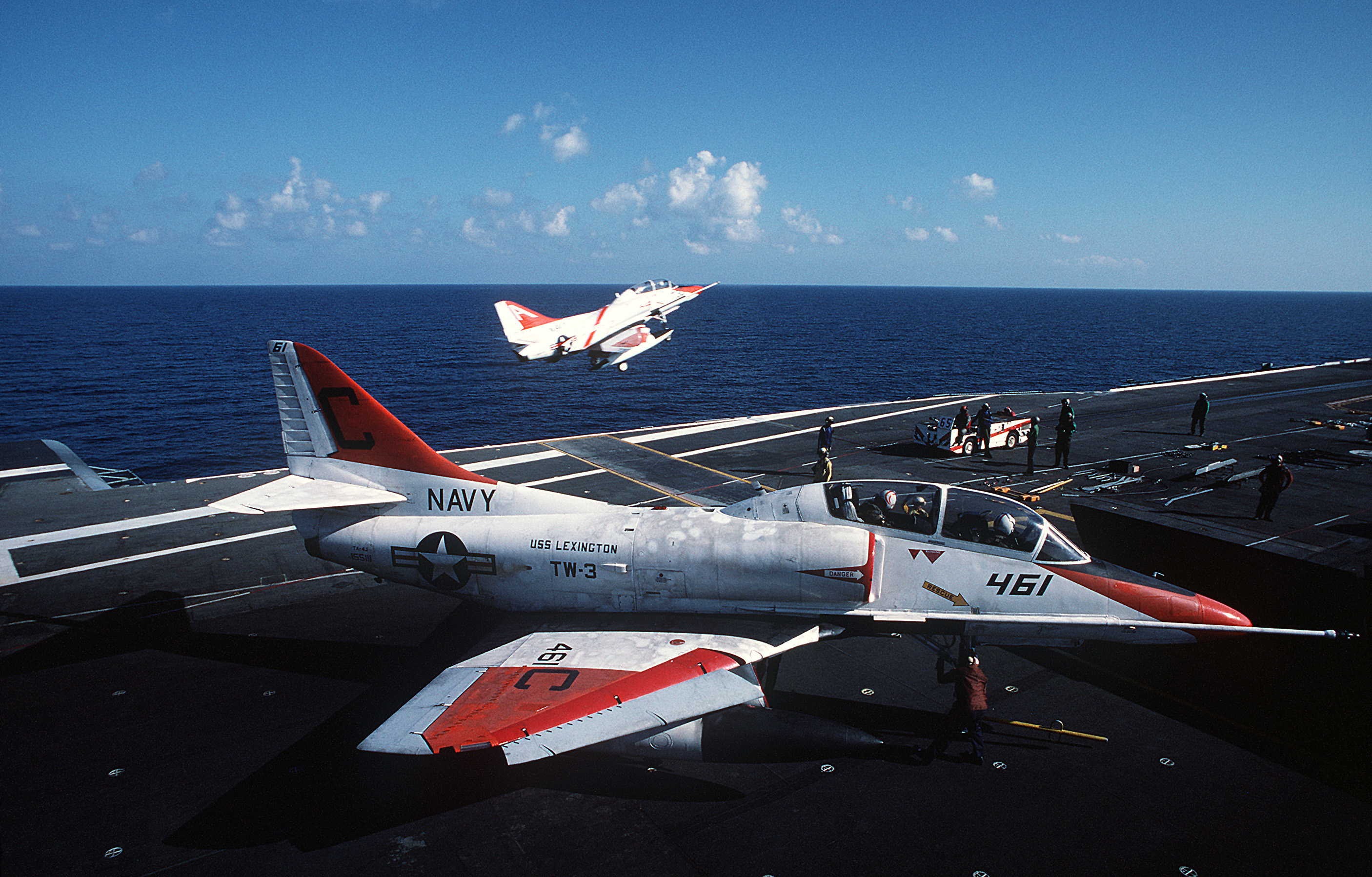
1989년 렉싱턴에서 터치앤고 착륙을 수행하는 TA-4기, 다른 한 대는 비행 갑판에서 캐터펄트 발사를 준비 중
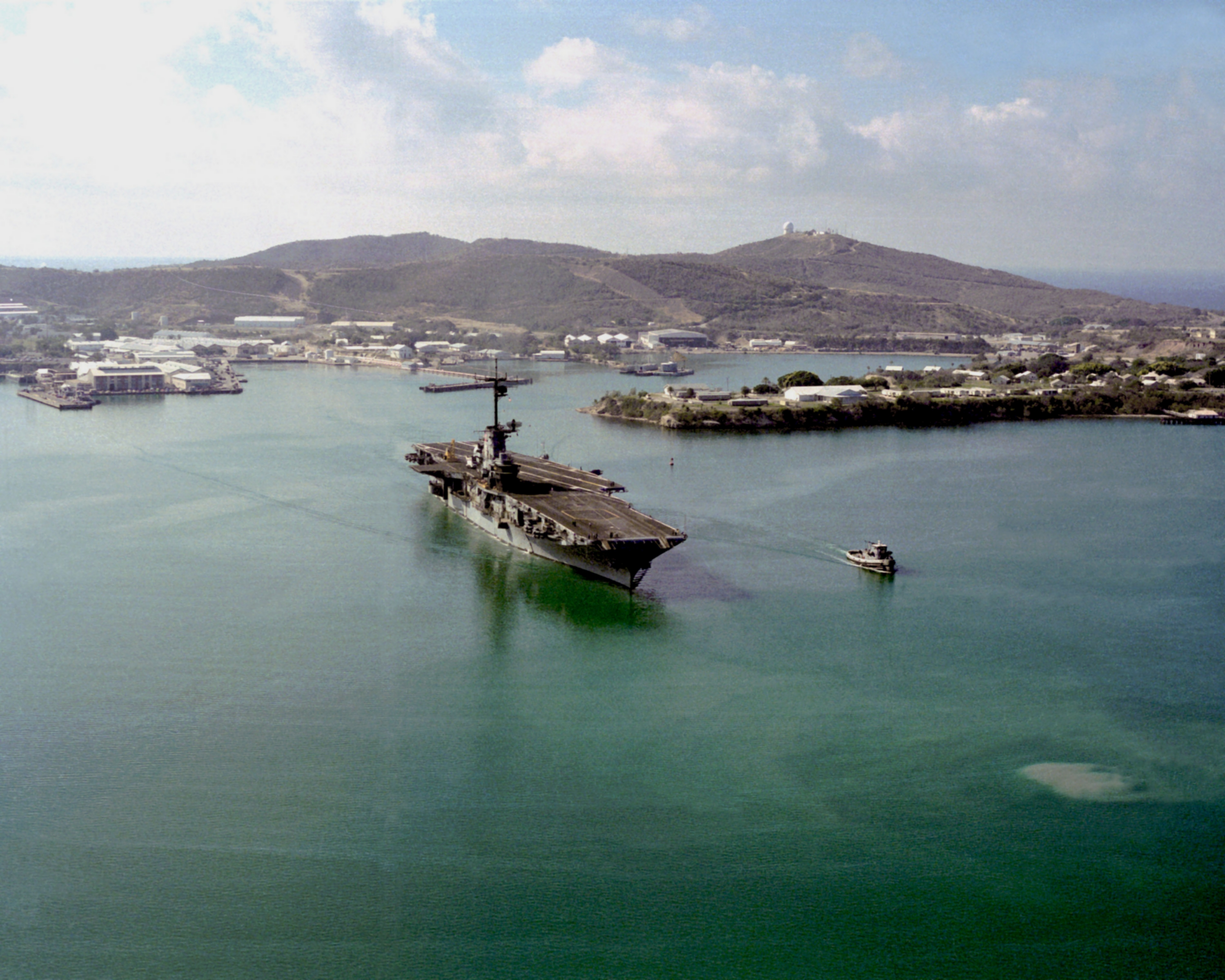
1991년 관타나모만에서 출항하는 렉싱턴

## 렉싱턴 박물관

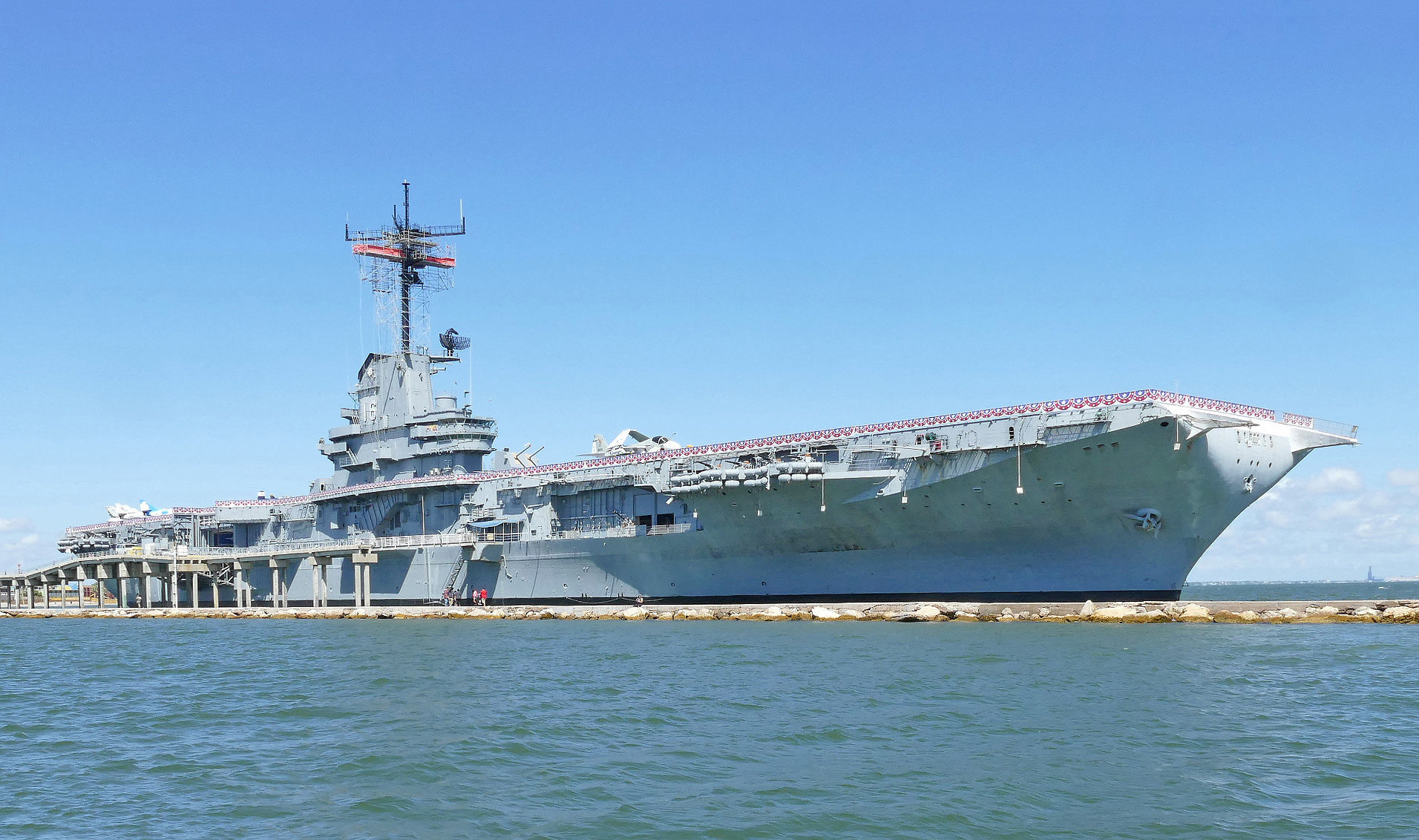
코퍼스크리스티만에 있는 USS 렉싱턴 -- '블루 고스트'

1991년 11월 26일, 미 해군은 렉싱턴을 코퍼스크리스티 시에 이양했다. 1992년 6월 15일, 이 함선은 박물관으로 기증되어 현재 텍사스주 코퍼스크리스티 노스 쇼어라인 대로 2914번지에서 "USS 렉싱턴 베이 박물관"으로 운영되고 있다. 전방 항공기 엘리베이터 공간에는 MEGA극장(IMAX와 유사)이 추가되었다. 렉싱턴은 2003년에 미국 국립역사기념물로 지정되었다. 함선은 세심하게 유지되고 있으며, 이전에 일반인의 출입이 금지되었던 구역들이 몇 년마다 일반에 공개되고 있다. 이 중 가장 최근의 예는 캐터펄트실이다.
함선의 제2차 세계 대전 시대 포대는 폐기된 함선에서 회수된 포를 사용하여 부분적으로 복원되고 있다. 이 중 가장 주목할 만한 것은 중순양함 Des Moines의 폐기에서 건져낸 5인치/38구경 DP 함포 포탑이다. 이 포탑들은 함선의 원래 제2차 세계 대전 시대 장비의 일부로 유사한 포탑들이 존재했던 대략적인 위치에 장착되었다. 해안 경비대 커터 도운틀레스의 오버홀 이후, 그녀의 3인치/50구경 함포는 렉싱턴 함상에 전시되었다.
2010년 2월 5일, 렉싱턴은 17번째 연례 "스테이지도어 칸틴"을 개최했다.
펜서콜라 해군 항공 기지에 위치한 미국 국립 해군 항공 박물관은 렉싱턴에서 회수된 갑판판으로 건설된 작은 항공모함 갑판 모형을 보유하고 있다.

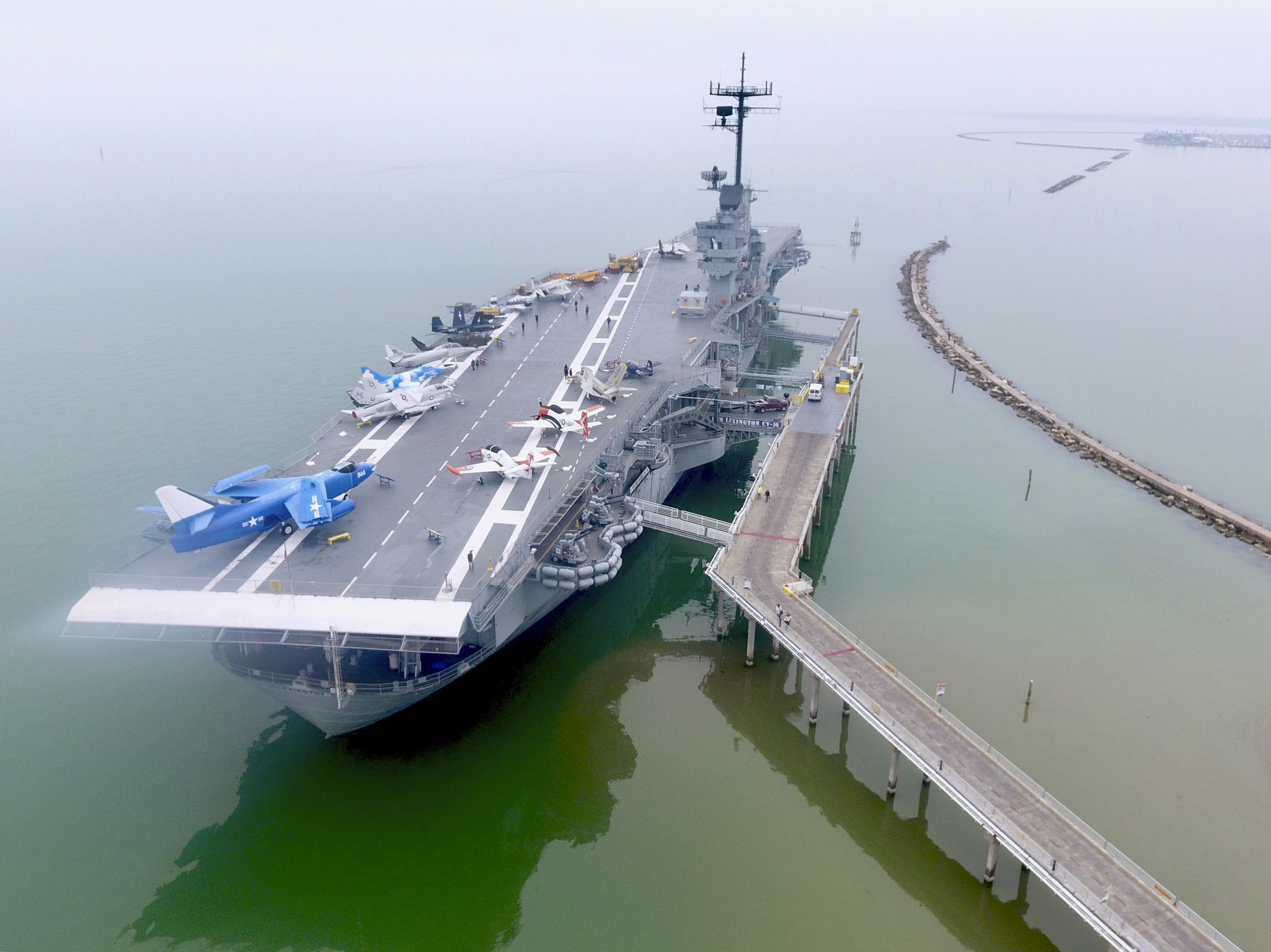
코퍼스크리스티에 있는 USS 렉싱턴의 공중 사진
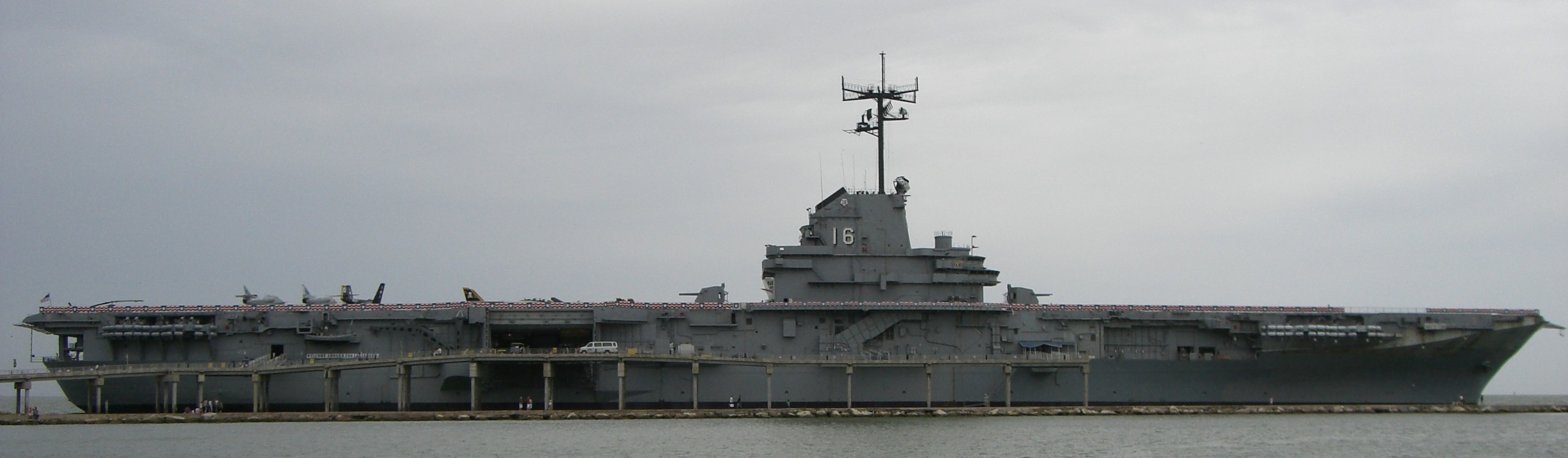
2008년 박물관 함선으로서의 렉싱턴
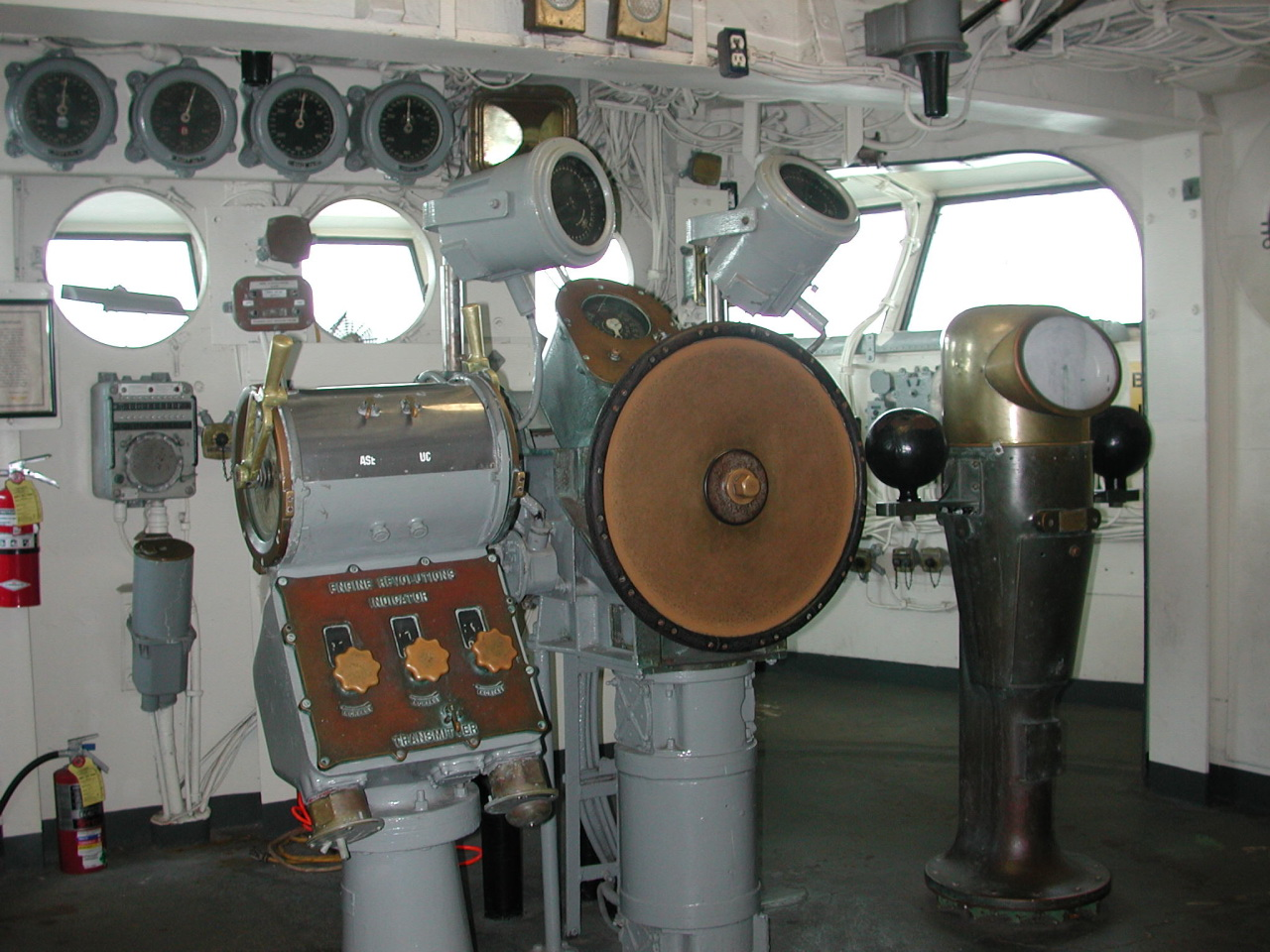
함교
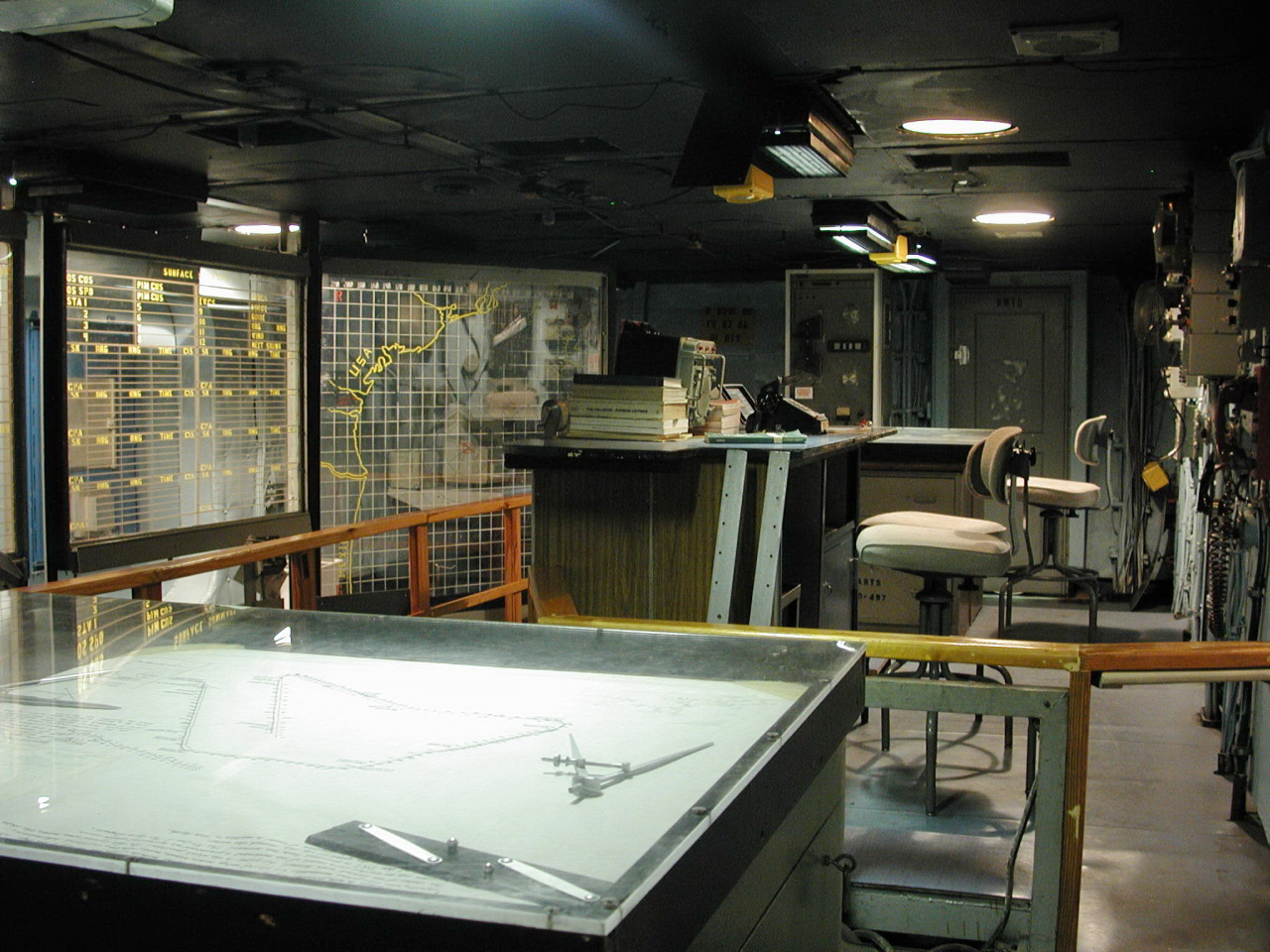
전투정보센터
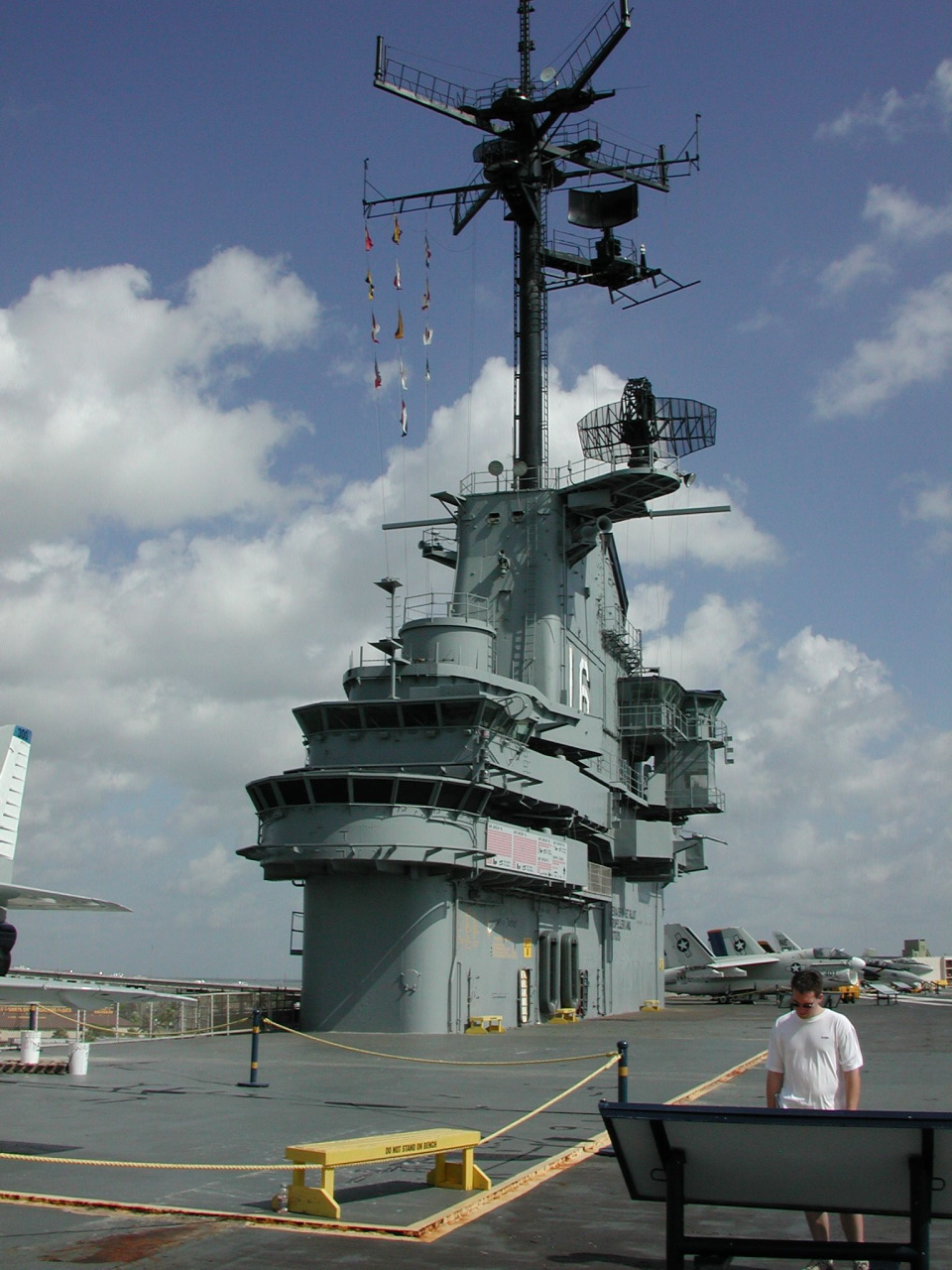
함교 전경

## 대중문화
1975년 렉싱턴은 영화 미드웨이의 해상 촬영지로 사용되었고, 1987년에는 TV 미니시리즈 전쟁과 추억의 촬영지로 다시 사용되었다. 두 경우 모두 그녀는 대공포를 추가하고 제2차 세계 대전 시대 해군 항공기를 운용함으로써 다른 함선들 (미드웨이에서는 Yorktown, 전쟁과 추억에서는 Enterprise)을 닮도록 가능한 한 변경되었다. 렉싱턴은 2001년 영화 진주만 촬영에도 사용되었으며 (부두에 묶여 있었지만), 일본 항공모함과 Hornet를 닮도록 변경되었다.
2007년 7월, 인기 TV 쇼 고스트 헌터스는 렉싱턴에 탑승하여 유령의 증거를 찾았고, 2009년 12월에는 디스커버리 채널의 고스트 랩 에피소드의 주제가 되었다.
2014년, 펩시는 2015년 슈퍼볼을 준비하기 위해 함선을 사용하여 상업 광고를 촬영했다. "작전 하프타임"이라는 제목의 이 광고에는 컨트리 음악 가수 블레이크 셸턴이 재향군인과 그 가족들을 위해 공연하는 모습이 담겼다.

## 수상
렉싱턴 승무원들은 적 일본군에 대한 영웅적인 행동으로 대통령 부대 표창을 받았고, 제2차 세계 대전 복무 중 주요 교전으로 11개의 전투성장을 비롯한 기타 상을 받았다.
| 대통령 부대 표창                      |                                     |                           |
| 메리터리어스 유닛 코멘데이션 1개 스타 | 해군 원정 훈장                      | 차이나 서비스 훈장        |
| 아메리칸 캠페인 훈장                  | 아시아-태평양 캠페인 훈장 11개 스타 | 제2차 세계 대전 승전 훈장 |
| 해군 점령 서비스 훈장 "아시아" 버클   | 국방 서비스 훈장 1개 스타           | 무장군 원정 훈장 2개 스타 |
| 특수 작전 서비스 리본                 | 필리핀 대통령 부대 표창             | 필리핀 해방 훈장 2개 스타 |

## 같이 보기
- 미 해군 박물관 (및 기타 항공모함 박물관)
- 유진 맥다니얼 대령, 전 포로, 해군 십자 훈장 수상자 및 1977년 5월 25일부터 1978년 11월 30일까지 렉싱턴의 지휘관[25]
- 텍사스주의 미국 국립역사기념물 목록
- 텍사스주 누에시스군의 미국 국립사적지 목록

## 더 읽어보기
- Thorne, Phil (March 2022). 《Battle of the Sibuyan Sea》. 《Warship International》 LIX. 34–65쪽. ISSN 0043-0374.